# Teléfono básico

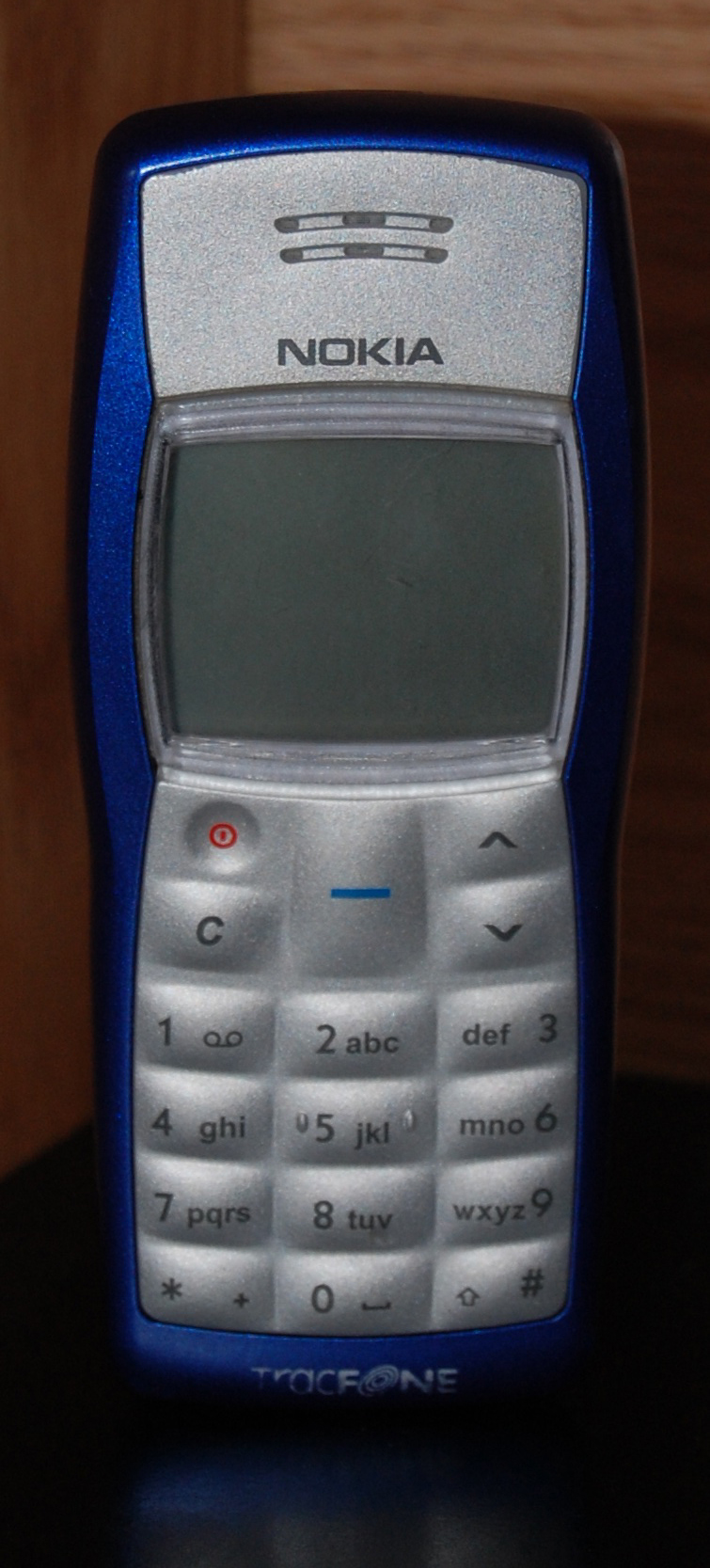
Un Nokia 1100 del 2003; un conocido teléfono básico.

Un teléfono básico (en inglés feature phone), es un término retrónimo aplicado a ciertos teléfonos móviles de baja gama o de características límitadas frente a la introducción de los teléfonos inteligentes. Los teléfonos básicos poseen funciones esenciales como la posibilidad de llamar o enviar mensajes de texto, emplear archivos multimedia o navegar por internet usando conexiones GSM o WiFi. Para dar más sentido a la masificación, los teléfonos de bajo coste utilizan conectividad 3G, pantallas táctiles, clientes de correo Exchange, GPS, radio FM, cámara de fotos y accesos directos a servicios de red social. Además, el software es relativamente limitado y emplean sistemas operativos para ese fin como la desaparecida plataforma Series 40, programada en Java. Debido a la falta de soporte técnico en general, son categorizados en Estados Unidos como dumb phones.
Los teléfonos con funciones limitadas son comercializados como alternativa de menor costo a los teléfonos inteligentes, específicamente en mercados emergentes. Sin embargo, con el pasar de los años, los fabricantes supieron aprovechar la compra y venta de los teléfonos inteligentes de bajo costo en mercados que aprovechan mejor la gama baja. En el 2015, los teléfonos básicos han sido catalogados como la gama más baja del mercado móvil para países desarrollados, por lo que se pronostica haber llegado entre un 15 % a un 20 % de los teléfonos móviles en el mundo.